# 召籠
召籠（めしこめ）は、平安時代、廷臣にたいする刑罰のひとつである。

## 概略
宮中の侍臣、官人に職務上の怠慢や失錯があったとき、殿上口や近衛陣に監禁した。
除目の儀をひそかに覗う、五節舞で五節の帳台の戸を開いて舞姫を見るなどの失態、諸朝議に遅参し、または不参し、あるいはまた文書の奏達に失錯を演じたものにたいしておこなわれた。
召籠になったものは御前に参ること、御膳し従うこと、公事に従うことなどが禁じられた。